# Bisboeckelera
Bisboeckelera Kuntze  é um género botânico pertencente à família Cyperaceae.

## Sinônimo
- Hoppia Nees

## Espécies
- Bisboeckelera angustifolia
- Bisboeckelera berroi
- Bisboeckelera bicolor
- Bisboeckelera irrigua
- Bisboeckelera longifolia
- Bisboeckelera microcephala
- Bisboeckelera paporiensis
- Bisboeckelera vinacea